# Patrizianella nucleuspersici
Patrizianella nucleuspersici is een mosselkreeftjessoort uit de familie van de Trachyleberididae. De wetenschappelijke naam van de soort werd als Patrizia nucleuspersici in 1993 gepubliceerd door Jellinek.